# Hospital Oftalmológico de Sorocaba
O Hospital Oftalmológico de Sorocaba foi fundado em 1995 pelo Banco de Olhos de Sorocaba, atua nas áreas de oftalmologia clínica e cirúrgica, na prevenção de doenças visuais e na pesquisa científica, com mais de 60% de seus atendimentos voltados para o Sistema Único de Saúde, atendendo também diversos Convênios e Particulares, tornando-se referência para a realização de transplantes de córneas.
Foi o primeiro hospital especializado e o 32º Hospital do Brasil a receber o título de Acreditado Pleno, concedido pela Organização Nacional de Acreditação (ONA), com reconhecimento do Ministério da Saúde, o que concede à Instituição a conformidade com padrões pré-estabelecidos de segurança e a garantia de um sistema de Gestão de Qualidade Implementado.
Foram realizados 2.063 transplantes de córnea em 2007 (é o hospital que mais realiza transplante e captação de córneas no Brasil). Foi homenageado no I Prêmio Destaque em Doação de Órgãos da Secretaria de Saúde de SP e já conseguiu eliminar a fila de espera para o transplante na região de Sorocaba e em toda a cidade de São Paulo.

## Residência Médica
Em 2008, 204 médicos de todo o Brasil concorreram a uma das cinco vagas para residência médica em oftalmologia.
A qualidade da residência, realizada em três anos consecutivos, contribuiu de forma significativa para a formação de profissionais especializados que atendem no Hospital Oftalmológico de Sorocaba e outras destacadas unidades hospitalares. Após a residência, o médico também pode continuar no Hospital Oftalmológico fazendo sub-especialização nas áreas de retina, plástica e cirurgia refrativa. A Instituição ainda oferece estágios em todas as áreas da oftalmologia.
O Hospital promove, anualmente, simpósios nacionais e internacionais, contribuindo para a atualização dos oftalmologistas. São cerca de 800 cirurgias por mês,aproximadamente 2000 transplantes de Córnea( 40% dos transplantes realizados no Brasil).
Sendo uma das unidades que mais realiza transplantes de córneas no país, gera grande movimentação nas sub-especialidades. Portanto, o Hospital Oftalmológico tornou-se importante centro de formação de opiniões entre os médicos e referência para o tratamento de patologias oculares. Atualmente, trabalham cerca de 15 médicos residentes.
Na ultima prova nacional de Oftalmologia realizada em Jan 2012 a residência teve o melhor desempenho dentre todas as residencias em oftalmologia do Brasil, seguida por Unifesp,HBO Porto Alegre, Ibopcs, Servidores do Estado de SP.